# Torà Umadà
Torà Umadà (en hebreu: תורה ומדע) (en català: "la Torà i el coneixement científic") és una filosofia del judaisme ortodox, relativa a la interrelació entre el món secular i el judaisme, en particular entre el coneixement religiós i el coneixement secular jueu. La nova corrent del judaisme ortodox és conegut com a judaisme ortodox modern.
Torà Umadà, tal com es formula avui dia, és sovint vist com un producte dels ensenyaments i la filosofia del Rabí Joseph B. Soloveitchik (1903-1993), director en cap de la Universitat Yeshiva. A Soloveitchik es vist sovint com qui va articular un paradigma que va permetre una síntesi entre l'estudi de la Torà i la vida occidental, l'erudició secular, així com la participació positiva amb la comunitat en general. Soloveitchik mateix no va usar aquesta paraula, però alguns dels seus estudiants caracteritzen el seu llegat fent servir aquest terme. La filosofia de Torà Umadà segueix estant estretament associada amb la Universitat Yeshiva.

## La Torà i el coneixement secular
Des del punt de vista de la Torà Umadà, "el judaisme i la fe jueva ... i les preocupacions universals i les preocupacions de la humanitat no son fonamentalment oposades, ja que el judaisme i la cultura són, part essencial d'un procés continu. El coneixement secular jueu, la Torà i Umadà, per tant, no requereixen d'una substancial reconciliació. (Norman Lamm, Torah Umada pàgines. 142–43). De fet, l'estudi de la Torà juntament amb l'adquisició d'altres coneixements seculars resulta en un judaisme més enriquit i elevat, tal com ho expressa el Rabí Norman Lamm, en un paràgraf molt citat:
| « | La Torà, la fe, l'ensenyament religiós per un costat i la Umadà, la ciència, i el coneixement del món per l'altre, junts ens ofereixen una visió més fonamental i més certa que algun d'aquests dos conjunts a soles. Cada un ofereix un punt de la vista del Creador, i de la seva creació, i l'altre ofereix una perspectiva diferent que potser no està d'acord en absolut amb el primer. Cada un per si mateix és cert, però només parcialment cert; les dues visions juntes presenten la possibilitat d'una veritat més gran. | » |